# کلیسای جامع پورتسموث
کلیسای جامع پورتسموث (انگلیسی: Portsmouth Cathedral) یک کلیسای جامع در شهر پورتسموث، انگلستان است.
این کلیسا که در قرن ۱۲ میلادی به عنوان یک نیایشگاه بینیان‌گذاری شده در قرن ۱۷ مورد بازسازی قرار گرفته است، کلیسای پورتسموث دارای ۳ برج می‌باشد که ارتفاع بلندترین برج آن ۳۷ متر می‌باشد.

## نگارخانه

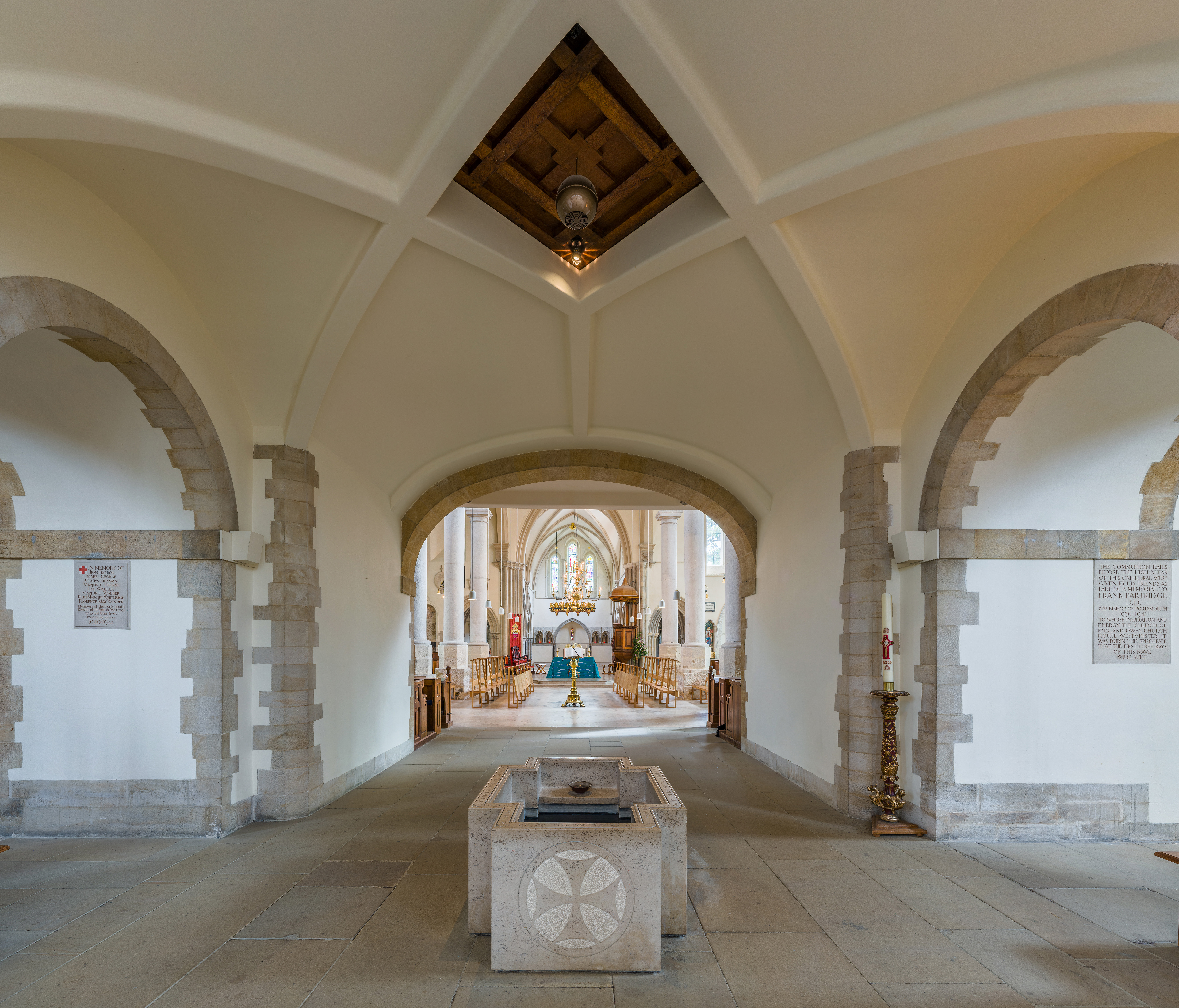
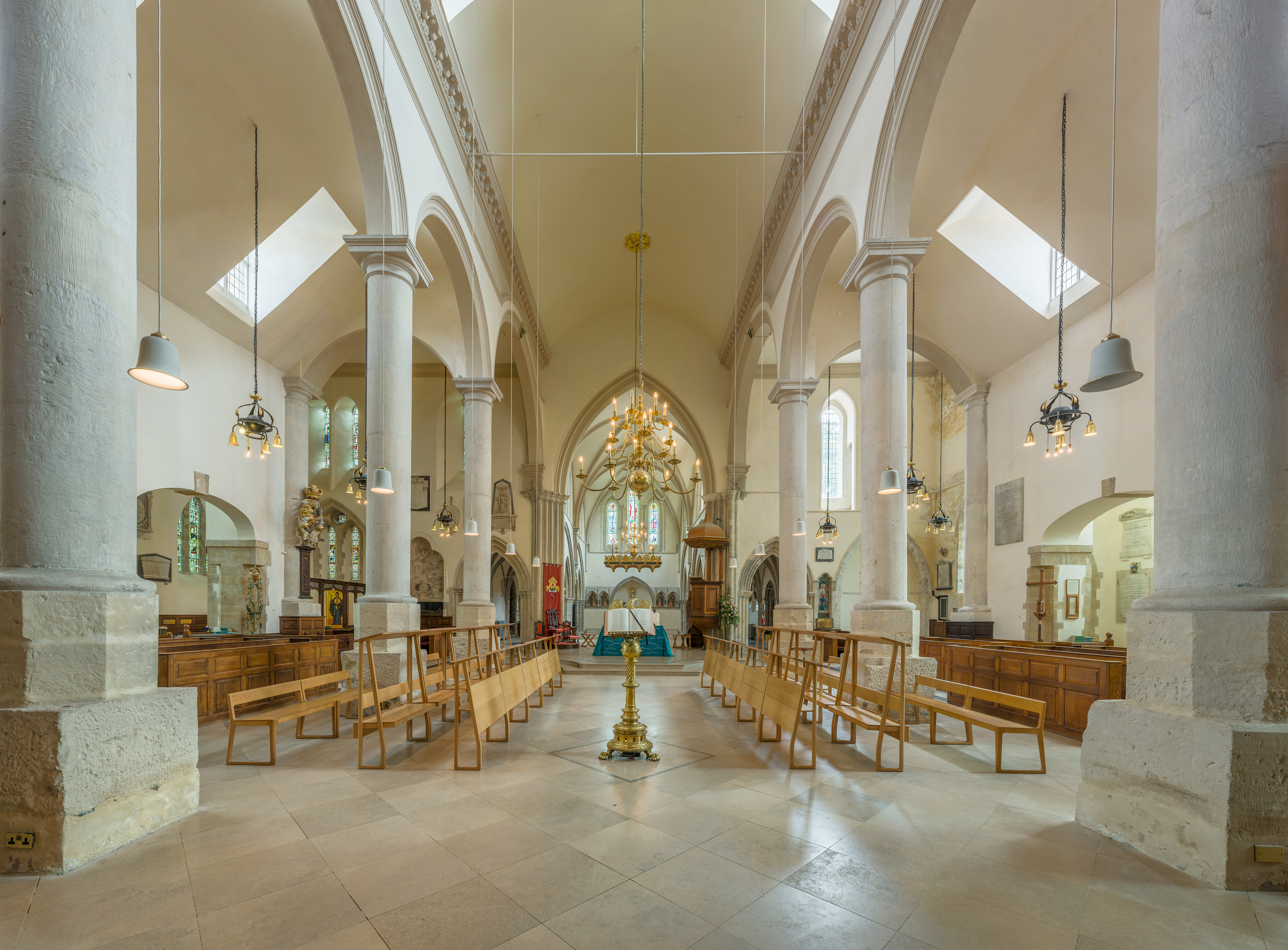
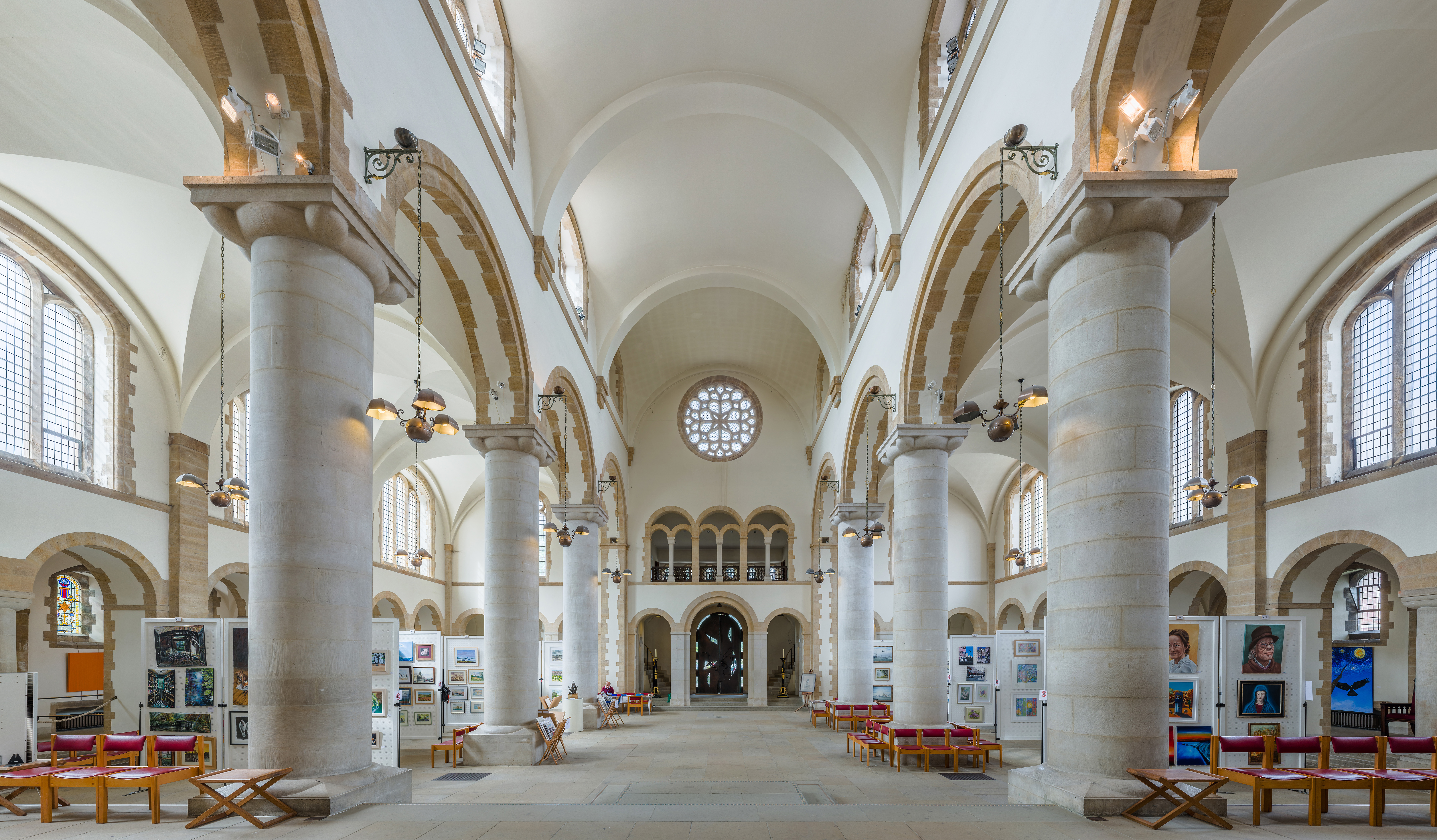
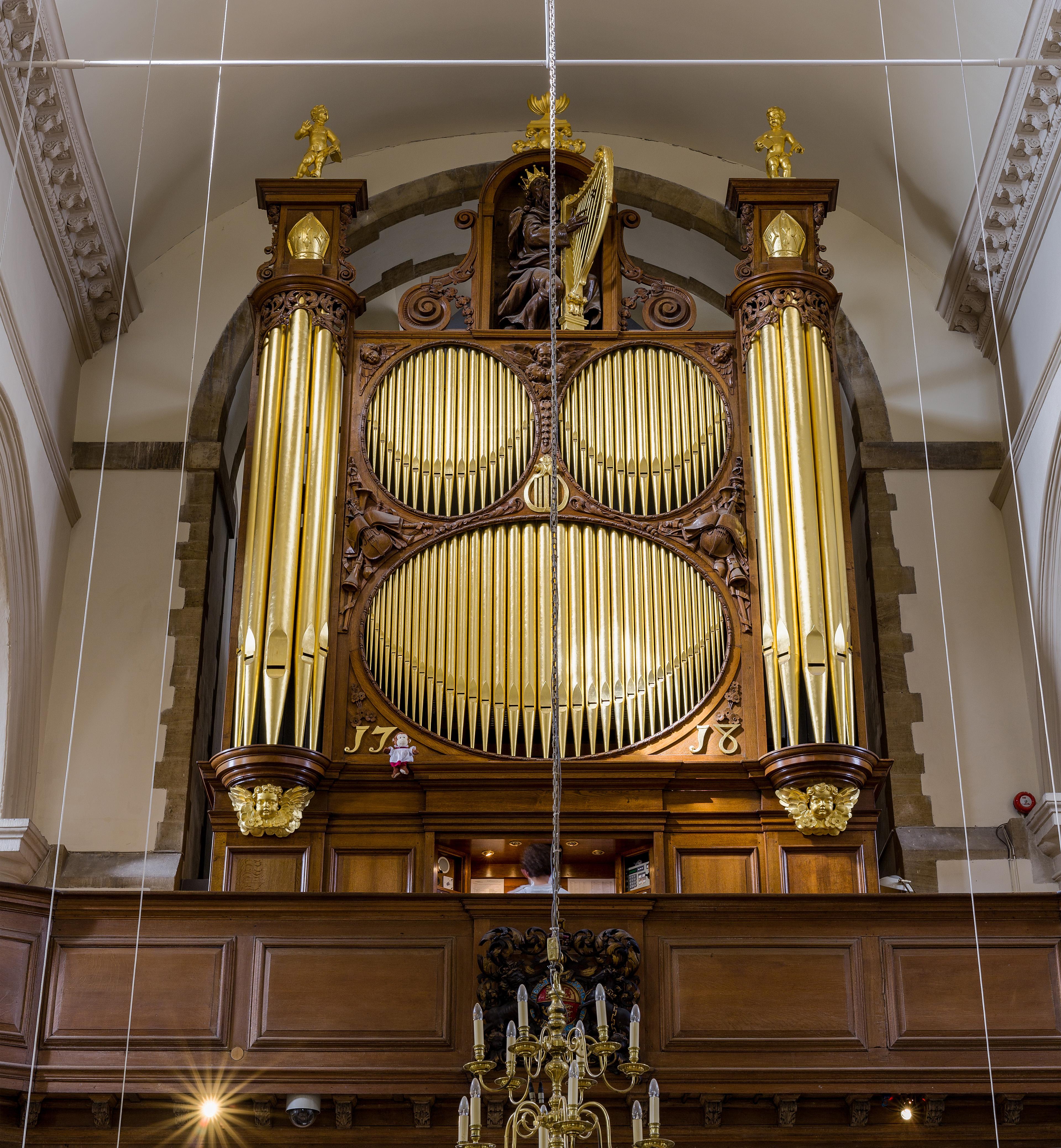
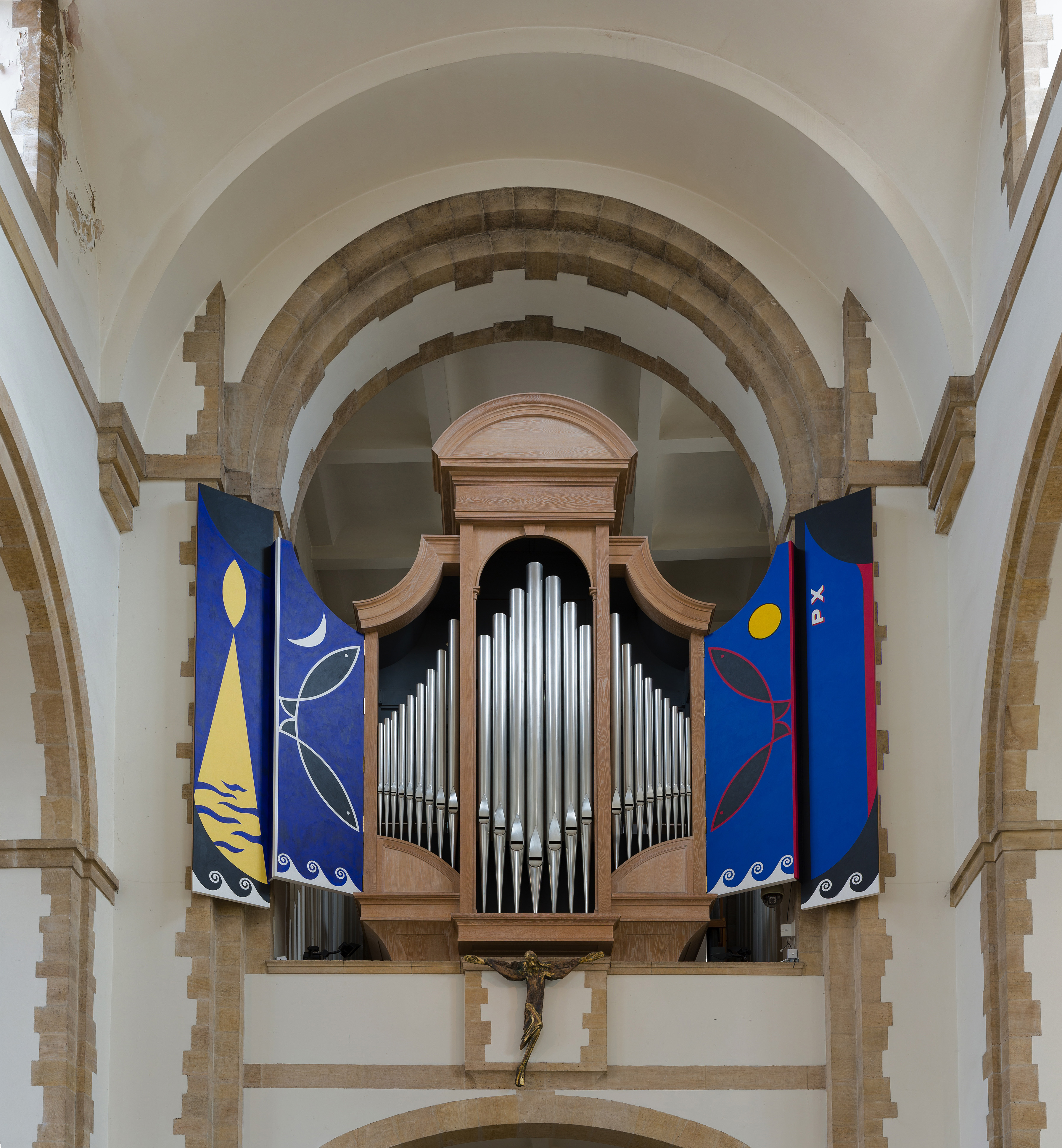